# Hans-Adolf Prützmann
Hans-Adolf Prützmann, né le 31 août 1901 à Tolkemit (province de Prusse-Orientale) et mort le 21 mai 1945 à Lunebourg, est un homme politique allemand et un officier SS-Obergruppenführer. Il fut Höherer der SS und Polizeiführer (HSSPF) de Russie Nord puis de Russie Sud et Höchste der SS und Polizeiführer (HöSSPF) d'Ukraine en 1943.

## Biographie
Après des études en agronomie à Göttingen, il entre dans les Freikorps de 1918 à 1921. Il prend une part active dans les Insurrections de Silésie puis travaille comme fonctionnaire agricole pendant sept ans. En 1929, il adhère à la SA. Il quitte la SA en 1930 et rejoint la SS. Il est nommé chef du 18erégiment SS. En 1932, il est élu député au Reichstag et réélu en 1933. Il est promu en novembre 1933 Brigadeführer SS et en 1934 Gruppenführer SS. Il est nommé chef de la division suprême SS Sud-Ouest à Stuttgart puis de 1937 à 1941 la division suprême SS Nord-Est SS.
En 1941 il est nommé lieutenant général de police puis au mois de juin HSSPF en Lettonie. Entre le 12 et 15 juin 1941 accompagné des autres HSSPF de Russie il rencontre Heinrich Himmler au château de Wewelburg qui leur dit : 

« c'est une question d'existence, donc ce sera un combat racial d'une sévérité sans pitié au cours duquel 20 à 30 millions de Slaves et de Juifs périront dans des actions militaires et des crises d'approvisionnement alimentaire. »

Le 25 juillet 1941 Himmler fait savoir à Prützmann qu'il faut créer au plus vite une unité de combat sur le front de l'Est composée de Baltes, de Biélorusses et d'Ukrainiens. Le 31 juillet 1941 à Riga le Reichsführer-SS lui donne de nouvelles directives concernant le traitement des Juifs dont une qui précise que la « totalité de l'Ostland soit immédiatement nettoyée de ses Juifs à près de 100% ». En novembre 1941, il remplace Friedrich Jeckeln au poste de HSSPF de Russie Sud. En octobre 1943, il est nommé Chef suprême des SS et de la police (HöSSPF) en Ukraine.
En septembre 1944, il est nommé auprès d'Himmler inspecteur général pour la défense spéciale et met sur pied à ce titre le mouvement Werwolf(loup-garou) une organisation de résistance clandestine pour d'une part maintenir en place la SS et le parti nazi pendant l'occupation de l'Allemagne par les alliés et d'autre part mener des actions de guérilla contre les armées alliées et liquider les collaborateurs et les déserteurs allemands. Il constitue un état-major de 200 hommes. En novembre 1944 son mouvement avec l'appui de l'Institut de technique criminelle (Kriminaltechnische Institut) planifie l'empoisonnement des troupes d'occupation. Une centaine de soldats américains et russes meurent empoisonnés par des boissons frelatées.
Capturé fin avril 1945 par les Alliés, il se suicide le 21 mai 1945.